# Hassen Belkhodja
Pour les autres membres de la famille, voir Famille Belkhodja.
Hassen Belkhodja (arabe : حسان بلخوجة), également orthographié Hassan Belkhodja, né le 10 mars 1916 à Ras Jebel et mort le 29 novembre 1981, est un homme politique, diplomate et homme d'affaires tunisien.

## Biographie
Il effectue des études secondaires au lycée Carnot de Tunis avant d'aller suivre les cours de la faculté de droit de Paris où il obtient sa licence puis son doctorat en 1950.
Dès sa jeunesse, il milite dans le mouvement militant pour l'indépendance de la Tunisie : il devient membre de la délégation du Néo-Destour à Paris et président de l'Association des étudiants musulmans nord-africains en France, ce qui le destine tout naturellement à intégrer la délégation tunisienne chargée des négociations tuniso-françaises de 1954 puis à représenter son pays en tant que haut commissaire puis ambassadeur à Paris, charge qu'il occupe à partir de 1957 et à Madrid.
En 1959, il délaisse la diplomatie pour le monde des affaires. Il devient tour à tour fondateur puis PDG de la Banque nationale de Tunisie, fondateur de la Société tunisienne de l'industrie laitière, PDG de la Société nationale immobilière de Tunisie puis de l'Office du commerce, fondateur de Nestlé Tunisie avant d'accéder une première fois à la tête de la Société tunisienne de banque (STB), du 19 mars 1971 au 4 octobre 1974.
Parallèlement à ces activités, il est élu membre du bureau politique du Parti socialiste destourien en 1964 et il se fait élire député dès 1971. Il exerce les responsabilités ministérielles suivantes : ministre de l'Industrie et du Commerce le 8 septembre 1969, de l'Agriculture le 25 septembre 1974, des Transports et des Télécommunications le 7 novembre 1979 et des Affaires étrangères le 15 avril 1980.
En 1981, quelques mois avant sa mort, il quitte le gouvernement et renoue avec la présidence de la STB, du 22 avril au 29 novembre. En 1971, il prend la présidence du club de football de l'Espérance sportive de Tunis qu'il conserve jusqu'à sa mort.

## Distinctions
Il est élevé en 1974 à la dignité d'ambassadeur de Tunisie. Il est également décoré du grand cordon de l'ordre tunisien de l'Indépendance et du grand cordon de l'ordre de la République. En 2012, il est décoré à titre posthume des insignes de grand-officier de l'ordre national du Mérite de Tunisie.

## Vie privée
Il est marié et père de quatre enfants, Ahmed, Mohsna, Abdelaziz et Meriem.